# Malá Poľana (okres Stropkov)
Malá Poľana je obec na Slovensku v okrese Stropkov. První zmínka o obci je z roku 1567. Obec měla nejdříve název Polyanka, od roku 1773 Polena, od roku 1920 Poľana a nakonec roku 1927 má dnešní název Malá Poľana. Žije zde 115 obyvatel. Nejvyšší počet obyvatel měla obec v roce 1961, a to 332.

## Poloha
Obec se nachází v Nízkých Beskydech v Laborecké vrchovině, na Polianském potoce, přítoku Chotčianky v povodí Ondavy. Střed obce leží v nadmořské výšce 339 m n. m. a je vzdálen 13 km od Medzilaborců a 19 km od Stropkova (po silnici).
Sousedními obcemi jsou na severu Miková, na východě Rokytovce, na jihu Roškovce, na jihozápadě a západě Havaj a na severozápadě Vladiča.

## Historie
Malá Poľana byla poprvé písemně zmíněna v roce 1567 jako Polyanka, další historické názvy jsou Pauíoua Polyana (1569) a Polena (1773). Až do 18. století patřila obec k panství Stropkov, v 18. a 19. století ji vlastnili Keglevičové, ve 20. století pak Reussové.
V roce 1598 bylo zaznamenáno 10 domů, v roce 1715 osm opuštěných a šest obydlených domácností. V roce 1787 měla obec 35 domů a 225 obyvatel, v roce 1828 měla 40 domů a 295 obyvatel. Vesnice měla rozsáhlé zahrady a lesy.
Do roku 1918 patřila obec, která ležela v okrese Semplín, k Uherskému království a poté k Československu (dnes Slovensko). Za první republiky byli obyvatelé zaměstnáni jako uhlíři a zemědělci. Po druhé světové válce většina obyvatel dojížděla za prací do Medzilaborců a Svidníku a v roce 1960 bylo založeno místní Jednotné zemědělské družstvo (JRD).

## Obyvatelstvo
Podle sčítání lidu z roku 2011 žilo v Malé Poľaně 113 obyvatel, z toho 62 Rusínů, 46 Slováků a jeden Moravan. Tři obyvatelé se hlásili k jiné etnické skupině a jeden obyvatel svou etnickou příslušnost neuvedl.
K řeckokatolické církvi se hlásilo 75 obyvatel, k pravoslavné církvi 22 obyvatel, k římskokatolické církvi 11 obyvatel, a k bahaismu jeden obyvatel. Tři obyvatelé se hlásili k jinému vyznání a vyznání jednoho obyvatele nebylo určeno.

## Památky
- V obci stával dřevěný kostel svatého Mikuláše divotvorce z roku 1607, který byl v roce 1740 zakoupen z obce Habura. V roce 1934 byl odprodán do Hradce Králové.[4]
- Řeckokatolický chrám Narození Svaté Bohorodičky z roku 1929.[5]